# Pellegrinia
Pellegrinia je rod rostlin z čeledi vřesovcovité. Zahrnuje 4 druhy a je rozšířen v Peru a Kolumbii.

## Druhy
- Pellegrinia coccinea
- Pellegrinia grandiflora
- Pellegrinia harmsiana
- Pellegrinia hirsuta